# 정견모주
정견모주(正見母主)는 전기 가야 연맹의 맹주 가락국과 후기 가야 연맹의 맹주가 된 반파국(대가야)의 건국 설화에 나오는 가야산의 성모이다.

## 개요
조선 초기에 작성된 관찬 지리서 《신증동국여지승람》권29 경상도 고령현 건치연혁조에는 당시 고령의 역사에 대하여 《삼국사기》에 언급된 대가야 왕계에 대한 기술을 전재하고, 다시 신라의 학자 최치원(崔致遠)이 지은 《석이정전(釋利貞傳)》과 《석순응전(釋順應傳)》의 기록을 인용하여 "가야산(伽倻山)의 신(神)인 정견모주가 천신(天神) 이비가지(夷毗訶之)에 감응한 바 되어 대가야의 왕 뇌질주일(惱窒朱日)과 금관국(金官國)의 왕 뇌질청예(惱窒靑裔) 두 사람을 낳았으니, 뇌질주일은 이진아시왕의 별칭이고 청예는 수로왕(首露王)의 별칭이다." 라고 적고, 다시 "대가야국의 월광태자(月光太子)는 정견의 10대 손이며 그의 아버지 이뇌왕(異腦王)은 신라의 이찬(夷粲) 비지배(比枝輩)의 딸을 맞아 청혼하여 태자를 낳았다. 이뇌왕은 뇌질주일의 8대 손이다."라고 적고 있다.

## 가야산신으로서의 민간 신앙
현재 한국의 해인사에는 국사단(局師壇)이라는 이름의 사당(산신각)이 있으며, 가야산의 산신으로 정견천왕(正見天王)이라 불리는 산신이 모셔져 있는데 정견모주와의 차이점은 산신의 성별이 여성에서 남성으로 바뀌어 있다는 것이다(다만 2013년 현재 국사단에는 여성의 모습을 한 산신도가 걸려 있다). 민간 전승에서는 지금의 경상북도 고령읍 장기리에 소재한 「알터마을」이라는 지명 또한 정견모주가 이곳에서 훗날 이진아시왕과 수로왕이 될 두 개의 알을 낳아 하나(즉 수로왕)를 낙동강 줄기를 따라 흘려보내고, 남은 하나에서 이진아시왕이 태어났다는 전설에서 유래한 이름으로 알려져 있고, 성주군 수륜면 백운리 마을 뒷산에는 길이 15m에 높이가 7m에 달하는 거대한 바위가 있는데, 마을 주민들이 이곳에서 정월 대보름날이면 산신에게 제사를 지냈다고 한다. 또한 백운리에서 칠불봉에 올라가는 길에 있는 서성재에서 남쪽으로 200m 된 곳에 넓적한 바위가 40도 각도로 비스듬하게 정상부에 걸쳐진 형태의 바위가 있는데, 가야산 국립공원에서 부르는 공식적인 이름은 「서장대」로 현지에서는 「가마바위」 또는 「상아덤」이라 불리는 이 바위는 정견모주가 이비가지를 맞이할 때에 탔던 가마라고 전하고 있다.

## 신화에 대한 해석
정견모주에 대한 문헌기록은 최치원이 지었다는 《석이정전》과 《석순응전》이 남아있지 않은 데에서 그것을 부분적으로 인용한 《신증동국여지승람》이 전부라고 할 수 있다. 그나마 《신증동국여지승람》의 편찬자는 유교적인 입장에서 그 신빙성에 대해 부정적인 입장을 취하고 있다(다만 대가야의 이뇌왕이 신라에 청혼하여 신라 귀족인 이찬 비지배의 딸과 혼인한 사실은 《삼국사기》 신라본기 법흥왕 9년조와 《일본서기》 게이타이기 23년 3월조에 그 전말이 나오고 있어 사실임을 믿을 수 있다).
일단 「모주(母主)」라는 말은 「성모(聖母)」에서 유래한 단어로 보인다. 《삼국유사》의 선도성모나, 민속의 지리산 성모처럼 한반도 남부 지방에는 산신을 여성으로 간주하고 신모, 또는 성모라 칭한 사례를 많이 볼 수 있다. 선도성모의 경우처럼 정견모주도 가야산의 여자 산신으로서 본래는 「성모」로 불렸으나, 훗날 불교의 영향을 받아 「정견모주」라는 불교용어로 윤색된 것으로 여겨진다. 「정견(正見)」이라는 용어는 불교에서 말하는 팔정도(八正道)의 하나이며, 대가야에 불교가 들어온 시기는 고고학적인 조사를 볼 때 늦어도 5세기 이후에 해당하며, 승려의 전기인 《석이정전》과 《석순응전》에서 원래의 정견모주 신화는 불교적으로 많이 변용되었음을 유추할 수 있다.

## 소설 논란
2013년, 한국의 합천군이 주최하고 경남소설가협회가 주관한 제1회 합천 다라국문학상의 당선작으로 표성흠의 「황강, 다라국의 발원」이 대상 1편(상금 4000만원)으로 선정되었는데, 초판 1쇄가 11월 29일에 발행되어 전국의 일반 서점으로 배포된 이 소설은 신라 진흥왕에 의한 가야의 멸망을 다루면서 「초기 가야는 기독교 국가였고 정견모주는 사실 성모 마리아였으며, 평화와 안정을 추구한 기독교 국가였던 가야를 불교국가임을 선포한 신라가 멸망시킨 것은 일종의 종교 전쟁이었으며, 신라인들은 불교를 내세워 가야인 신앙의 뿌리인 신주단지를 깨부수고 이를 지키려던 장로들을 무참히 살해했다」는 내용으로, 정견모주의 정체를 성모 마리아로 하여 대가야가 삼위일체의 교리에 따라 세워진 국가라고 전제한 상태에서 서사가 전개되고 있다. 이에 대해 진주교대 국어교육과 교수이자 문학평론가인 송희복은 작가가 소설 속에서 불교라는 종교를 가야의 신앙을 말살하는 도구로 전락시켰을 뿐 아니라 남방불교를 북방불교와 비교한 부분에서는 「해탈과 자비행이 그 목적이니 사랑을 강조한 성모의 뜻과 일치한다」고 밝힌 점도 불교의 기본 교리와도 상당히 거리가 먼 점을 지적하며 「소설이 지켜야 할 범위를 넘어섰다」고 비판하였으며, 「다종교 국가지만 서로간의 존중과 화합을 최고의 가치로 삼고 있는데 오히려 소설에서 역사를 왜곡하고 종교를 폄훼하고 있다」, 「문학의 힘으로 갈등을 봉합하는 역할을 해야 함에도 불구하고 오히려 갈등을 일으키고 있다」며 「군민의 혈세로 주관한 문학상에 이같은 작품을 선정한 것은 바람직하지 않다」고 덧붙였다. 이와 관련해 합천 해인사 기획국장 원창(승려) 등은 2013년 12월 17일 합천군청의 브리핑룸에서 기자회견을 열고, "픽션으로 구성되는 소설에 문제를 제기한다는 것은 무리가 있을 수 있으나 인접 종교에 대한 폄훼 소지가 있어 문학상의 목적과 미래에 심각한 우려가 제기된다"며 "합천군은 과오를 인정하고 군민에게 사죄하며 문제 작품의 당선을 취소하라"고 요구하였다.

## 가계
- 남편 : 이비가(夷毗訶)
  - 장남 : 수로왕(首露王, 42~199 재위:42~199)
  - 며느리 : 허황옥(許黃玉, 33~189)
    - 손자 : 거등왕(居登王, ? ~253 재위:199~253)

  - 차남 : 이진아시왕(伊珍阿豉, 42~177 재위:42~177)

## 정견모주가 등장하는 작품
- 《김수로》(MBC, 2010년, 배우:배종옥)

## 참고 문헌
- 《신증동국여지승람(新增東國輿地勝覽)》
- 박창희, 『살아있는 가야사 이야기』 2005, 이른아침
- 매일신문 특별취재팀 저, 『대가야(잃어버린 왕국)』 2004, 창해